# مايكل كول (صحفي)
مايكل كول (بالإنجليزية: Michael Cole)‏ هو صحفي بريطاني، ولد في 6 مارس 1943.

## وصلات خارجية
- مايكل كول على موقع IMDb (الإنجليزية)